# Boca Juniors
Club Atlético Boca Juniors argentinski je nogometni klub iz grada Buenos Airesa.
Boca Juniors je bio najviše rangiran nogometni klub na svijetu godine 2004.

## Naslovi
Legenda
- ██ Rekord
- (d) Dijeljeni naslov

| Tip                  | Natjecanje              | Broj naslova | Godine osvajanja |
| -------------------- | ----------------------- | ------------ | --- |
| Nacionalni (Ligaški) | Primera División        | 35           | 1919., 1920., 1923., 1924., 1926., 1930., 1931. LAF, 1934. LAF, 1935., 1940., 1943., 1944., 1954., 1962., 1964., 1965., 1969. Nacional, 1970. Nacional, 1976. Metropolitano, 1976. Nacional, 1981. Metropolitano, 1992. Apertura, 1998. Apertura, 1999. Clausura, 2000. Apertura, 2003. Apertura, 2005. Apertura, 2006. Clausura, 2008. Apertura, 2011. Apertura, 2015., 2016./17., 2017./18., 2019./20., 2022. |
| Nacionalni (Kupski)  | Copa Argentina          | 4            | 1969., 2012., 2015., 2019./20. |
| Nacionalni (Kupski)  | Supercopa Argentina     | 2            | 2018., 2022. |
| Nacionalni (Kupski)  | Copa de la Liga         | 2            | 2020., 2022. |
| Nacionalni (Kupski)  | Copa Jockey Club        | 2            | 1919., 1925. |
| Nacionalni (Kupski)  | Copa Ibarguren          | 5(d)         | 1919., 1923., 1924., 1940., 1944. |
| Nacionalni (Kupski)  | Copa Estímulo           | 1(d)         | 1926. |
| Nacionalni (Kupski)  | Copa Británica          | 1(d)         | 1946. |
| Međunarodni          | Interkontinentalni kup  | 3(d)         | 1977., 2000., 2003. |
| Međunarodni          | Copa Libertadores       | 6            | 1977., 1978., 2000., 2001., 2003., 2007. |
| Međunarodni          | Copa Sudamericana       | 2(d)         | 2004., 2005. |
| Međunarodni          | Recopa Sudamericana     | 4            | 1990., 2005., 2006., 2008. |
| Međunarodni          | Supercopa Libertadores  | 1            | 1989. |
| Međunarodni          | Copa de Oro             | 1(d)         | 1993. |
| Međunarodni          | Copa Master             | 1(d)         | 1992. |
| Međunarodni          | Kup Tie                 | 1            | 1919. |
| Međunarodni          | Copa de Honor Cousenier | 1            | 1920. |
| Međunarodni          | Copa Escobar-Gerona     | 2            | 1945., 1946. |

### Ostali naslovi
Neovisne lige
- Liga Central de Football: 1906.
- Copa Barone:[note2 5]: 1908.

Prijateljski
- Copa La Reacción: 1909.[5]
- Copa Riachuelo: 1910.[5]
- Copa Consejo Deliberante: 1922.[5]
- Copa Cervecería del Norte: 1926.[5]
- Copa Standart: 1926.[5]
- Copa Banco Comercial: 1927.[5]
- Copa Intendencia de Tandil: 1927.[5]
- Triangular Nocturno: 1940.[5]
- Copa Jorge IV: 1945.[5]
- Gobernación de Mendoza: 1954.[5]
- Trofeo "Joyería Grossi": 1954.[5]
- Torneo de Buenos Aires: 1962.[5]
- Torneo Triangular Buenos Aires: 1963.[6]
- Torneo Cuadrangular de Montevideo: 1963.[7]
- Coupe Mohammed V: 1964.[8]
- Copa 60th Anniversary Boca Juniors: 1965.[5]
- Trofeo Ciudad de San Sebastián (Španjolska): 1966.[9]
- Copa Rio de la Plata: 1970.[10]
- Trofeo Ciudad de Valladolid (Španjolska): 1975.[11]
- Cuadrangular de los Grandes: 1985.[12]
- Trofeo Naranja: 1985.[13]
- Trofeo Isla de Tenerife: 1993.[14]
- Vodafone Cup (Engleska): 2004.[15][16]
- Copa 100 Años de Atilio García (Urugvaj): 2014.[17]
- Trofeo Antonio Puerta (Španjolska): 2016.[18]
- Kup Maradona: 2021.

Bilješke
1. ↑  Natjecanje UEFA-e i CONMEBOL-a
2. 1 2 3 4 5 6  Natjecanje CONMEBOL-a
3. 1 2 3  Natjecanje Argentinskog i Urugvajskog nogometnog saveza
4. ↑  Naslov dijeljen s Nacionalom.
5. ↑  Natjecanje je organizirala Liga Albión de Football. Nakon osvajanja naslova, Boca Juniors postao je klub Argentinskog nogometnog saveza

### Najveći igrači
- Francisco Varallo
- Mario Boyé
- Antonio Roma
- Rubén "Chapa" Suñé
- Antonio "El Rata" Rattin
- Mario Zanabria
- Alberto "Conejo"Tarantini
- Diego Armando Maradona
- Miguel Brindisi
- Blas A. Guinta
- Jose Luis Brown
- Marcelo Trobbiani
- Jose Luis Cuciuffo
- Hugo "Loco" Gatti
- Gabriel Batistuta ("El Batigol")
- Rodolfo "El Vasco" Arruabarrena
- Walter Samuel
- Diego Cagna
- Nicolas Burdisso
- Juan Roman Riquelme
- Guillermo Barros Schelotto
- Martin "El Loco" Palermo
- Fernando Gago
- Carlos Tévez
- Mauricio "Chicho" Serna
- Jorge "Patrón" Bermúdez
- Roberto "El Pato" Abbondanzieri
- Roberto Cabañas
- Ángel "Rojitas" Clemente Rojas
- Clemente Juan Rodríguez
- Rolando "El Flaco" Schiavi
- Enrique "Quique" Hrabina
- Silvio Marzolini
- Carlos "El mono" Navarro Montoya
- Carlos Gambón
- Domingo Tarasconi
- Hugo "El Negro" Ibarra
- Roberto Mouzo
- Óscar Córdoba